# Due mafiosi nel Far West
Due mafiosi nel Far West è un film del 1964 diretto da Giorgio Simonelli. 
I principali attori sono Franco Franchi, Ciccio Ingrassia e Fernando Sancho.

## Trama
Alla fine dell'800 i siciliani Franco e Ciccio scontano 20 anni di carcere per il furto di due muli, quando vengono fatti evadere da un americano che si dice amico dei loro nonni, uccisi in Texas da dei banditi che volevano impadronirsi della loro miniera d'oro. I due cugini si recano in Texas per impossessarsi della miniera d'oro, ma scoprono presto che ci sono anche altri ad averla.

## Curiosità
Le case del finto paese del west utilizzate nel film sono le stesse usate come sfondo nel film La strada per Fort Alamo di Mario Bava girato nello stesso anno.